# Патара-Жинота
Патара-Жинота (груз. პატარა ჟინოთა) — село в Грузии, на территории Мартвильского муниципалитета края (мхаре) Самегрело-Верхняя Сванетия.

## География
Село находится в западной части Грузии, на левом берегу реки Техури, на расстоянии приблизительно 6 километров (по прямой) к северо-западу от города Мартвили, административного центра муниципалитета. Абсолютная высота — 247 метров над уровнем моря.

## Население
По результатам официальной переписи населения 2014 года в Патара-Жиноте проживало 249 человек (124 мужчины и 125 женщин). В национальной структуре населения грузины составляли 100 %.
| Год  | Население, человек |
| ---- | ------------------ |
| 2002 | 400                |
| 2014 | ↘ 249              |